# توکانچه ابروزرد
توکانچه ابروزرد(نام علمی: Aulacorhynchus huallagae) نام یک گونه از سرده توکانچه سبز است.